# آندژلاتی
آندژلاتی (به لاتین: Andželati) یک منطقهٔ مسکونی در مونته‌نگرو است که در شهرداری آندریژویکا واقع شده‌است. آندژلاتی ۱۸۵ نفر جمعیت دارد.